# San Lorenzo al Mare
San Lorenzo al Mare (ligur nyelven San Loénso) egy olasz község a Liguria régióban, Imperia megyében.

## Földrajz
A község a Ponentei Riviérán (Riviera di Ponente)helyezkedik el, Imperiától 5 km-re. Imperia megye és Liguria legkisebb települése, területe alig egy négyzetkilométer.

## Látnivalók

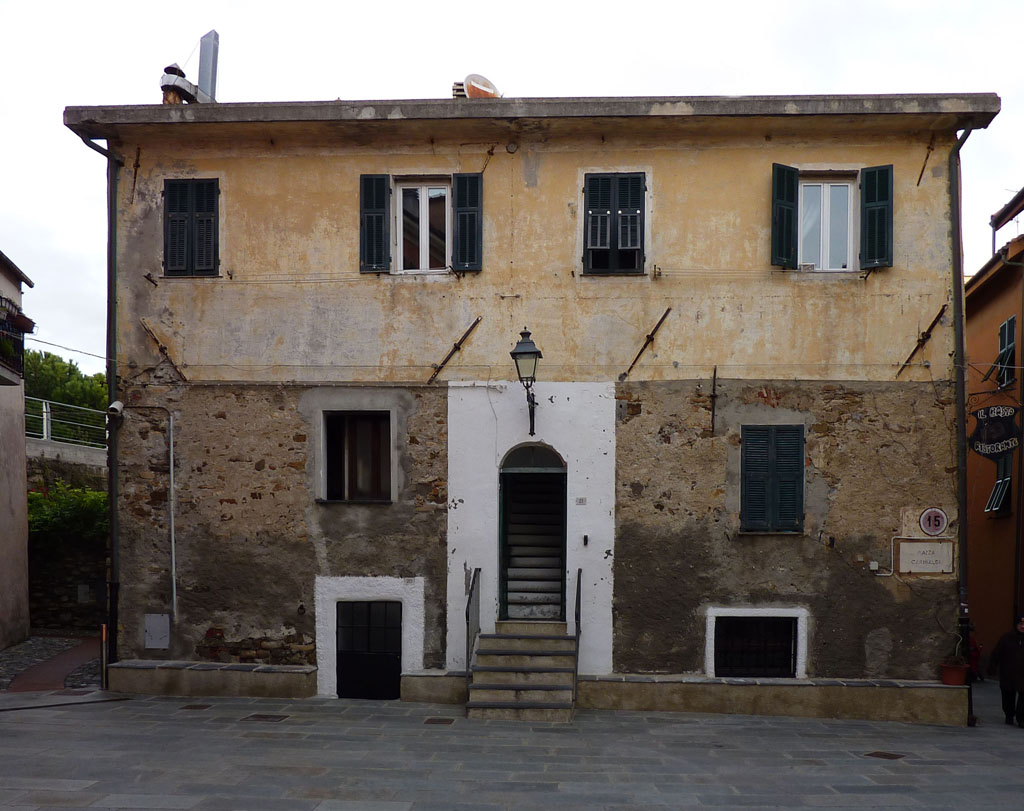
Az óváros

- A Santa Maria Maddalena templom a 13. és 14. század között épült, majd 1766-ban barokk stílusban építették újjá, belsejében ismeretlen festők freskóciklusai láthatók.

## Gazdaság
A fő  bevételi forrás az idegenforgalom, a borászat – különös tekintettel a Vermentino borok termelésére – valamint a virágkertészet.

## Közlekedés
San Lorenzo al Mare nem rendelkezik közvetlen autópálya-összeköttetéssel, de az A10 autópálya Imperia Ovest lehajtójáról elérhető. A legközelebbi vasútállomás Imperia - Porto Maurizio a Ventimiglia – Genova vasútvonalon.

## Fordítás
- Ez a szócikk részben vagy egészben  a   San Lorenzo al Mare című olasz Wikipédia-szócikk fordításán alapul.  Az eredeti cikk szerkesztőit annak laptörténete sorolja fel. Ez a jelzés csupán a megfogalmazás eredetét és a szerzői jogokat jelzi, nem szolgál a cikkben szereplő információk forrásmegjelöléseként.